# Гущин Олександр Сергійович
Олександр Сергійович Гущин (нар. 5 серпня 1966, Одеса, УРСР — пом. 17 січня 2000, Одеса, Україна) — радянський та український футболіст, нападник.

## Клубна кар'єра

### Перші кроки у футболі. Динамо (Київ)
Вихованець одеського «Чорноморця» та київської спортивної школи-інтернату, перший тренер — Є.І. Горбунов. У 1983 році розпочав дорослу футбольну кар'єру в дублюючому складі київського «Динамо». Того ж року проходив військову службу в київському СКА. 13 серпня 1985 року дебютував у першій команді киян у переможному (4:2) домашньому поєдинку 1/16 фіналу кубку СРСР проти СКА (Ростов-на-Дону). Олександр вийшов на поле на 67-й хвилині, замінивши Олега Блохіна. У союзній «вишці» за динамівців дебютував 21 серпня 1985 року в нічийному (2:2) виїзному поєдинку 23-о туру проти харківського «Металіста». Гущин вийшов на поле на 37-й хвилині, замінивши Вадима Каратаєва. Проте основним гравцем гранда українського радянського футболу так і не став, будучи гравцем «глибокого» резерву. Протягом свого перебування в футболці «Динамо» зіграв у 2-х матчах вищої союзної ліги, 1 поєдинку кубку СРСР та 4-х матчах кубку Федерації футболу СРСР.

### «Чорноморець» та «Кристал»
У 1987 році повернувся до одеського «Чорноморця». Єдиним голом у вищій лізі радянського чемпіонату відзначився 19 червня 1989 року на 64-й хвилині програного (1:2) виїзного поєдинку 21-о туру проти донецького «Шахтаря». Гущин вийшов на поле на 46-ій хвилині, замінивши Юрія Никифорова. У футболці одеського клубу в чемпіонаті СРСР зіграв 35 матчів та відзначився 1 голом (натомість 15-ма голами відзначився в першості дублерів), 3 поєдинки провів у кубку СРСР та 8 матчів (1 гол) у Кубку федерації футболу СРСР.
У 1990 році перейшов до херсонського «Кристала», в складі якого зіграв 21 матч та відзначився 10-ма голами.

### Угорщина та Фінляндія
У 1990 році виїхав до Угорщини, де по сезону відіграв у клубах БВСК (1990/91) та «Чепель» (1991/92).
У 1992 та 1993 роках виступав за фінський клуб ОПС.

### Повернення до Одеси
У 1993 року повернувся до Одеси, де підписав контракт не рідним з «Чорноморцем», а з іншою місцевою командою — СК «Одеса». Дебютував у кубку України 1 серпня 1993 року в переможному (3:2) виїзному поєдинку 1/64 фіналу миколаївського Евіса-2. Олександр вийшов на поле в стартовому складі та відіграв увесь матч. У першій лізі чемпіонату України дебютував 15 серпня 1993 року в програному (1:4) виїзному поєдинку 1-о туру проти сєвєродонецького «Хіміка». Гущин вийшов на поле на 60-й хвилині, замінивши Олега Олійника. Дебютним голом у першій лізі дебютував 9 листопада 1993 року на 75-й хвилині нічийного (1:1) виїзного поєдинку 17-о туру проти ужгородського «Закарпаття». Протягом свого перебування в СК у першій лізі зіграв 42 матчі та відзначився 7-а голами, ще 4 матчі (1 гол) провів у кубку України. У 1995 році також провів 1 поєдинок у складі «Дністровця» (Білгород-Дністровський).

### «Зоря» та «Кремінь»
У 1995 році приєднався до луганської «Зорі-МАЛСу». Дебютував у склад луганчан 4 травня 1995 року в програному (0:5) виїзному поєдинку 26-о туру Вищої ліги проти запорізького «Металурга». Олександр вийшов на поле в стартовому складі та відіграв увесь матч. У Луганську також не відзначився вистокою результативністю. Єдиним голом за команду відзначився 5 червня 1995 року на 64-й хвилині програного (1:3) виїзного поєдинку 31-го туру вищої ліги проти вінницької «Ниви». Гущин вийшов на поле в стартовому складі та відіграв увесь матч. У складі «Зорі» в чемпіонаті України зіграв 12 матчів та відзначився 1 голом.
У вересні 1995 року перейшов до кременчуцького «Кременя». У футболці кременчужан дебютував 10 вересня 1995 року в програному (0:2) виїзному поєдинку Вищої ліги проти луцької «Волині». Гущин вийшов на поле в стартовому складі, а на 64-й хвилині його замінив Сергій Лукаш. У Кременчуці також не відзначився як бомбардир, у 9-и зіграних матчах чемпіонату не відзначився жодним голом.

### Носта
У 1996 році перейшов у друголігову «Носту», де після тривалої «гольової посухи» знову почав відзначатися у воротах суперників. У російському клубі відіграв 3 сезони, за цей час у чемпіонаті Росії зіграв 68 матчів та відзначився 26-а голами, ще 10 матчів (4 голи) провів у кубку Росії. «Носта» стала останньою професіональною командою у кар'єрі Гущина.

### Повернення в Україну та смерть
У 1998 році, через невиконання умов контракту російським клубом, повернувся до Одеси та став гравцем аматорського клубу «Рибак-Дорожник». Кінцівку сезону 1998/99 та початок сезону 1999/00 років провів у складі іншого одеського аматорського клубу, «Сигнал».
Помер 17 січня 2000 року в Одесі.

## Кар'єра в збірній
З юних років залучався до різноманітних національних збірних різних вікових категорій. Виступав в тому числі й за юніорську, юнацьку та молодіжну збірні СРСР.

## Досягнення

### Клубні
- Вища ліга чемпіонату СРСР (дублери)
  -  Чемпіон (1): 1985

### Збірна
- «Кубок надія»
  -  Володар (1): 1983

- Юнацький чемпіонат Європи (U-16)
  -  Срібний призер (1): 1984

- Всесоюзна спартакіада школярів
  -  Чемпіон (1): 1984

- Спартакіада народів СРСР
  -  Володар (1): 1986

- Брав участь у Юніорському чемпіонаті світу (1985)[1]

### Індивідуальні
- Найкращий гравець турніру Гранаткіна (1985)

### Відзнаки
- Майстер спорту СРСР (1986)